# Камара, Мохамед Али
Мохаме́д Али́ Камара́ (фр. Mohamed Ali Camara; род. 28 августа 1997, Керуане, Канкан) — гвинейский футболист, защитник клуба «Янг Бойз» и сборной Гвинеи.

## Клубная карьера
Камара — воспитанник клубов «Хоройя» и «Хафия». В 2017 году Мохамед подписал контракт на 5 лет с израильской командой «Хапоэль» (Раанана). В матче против «Хапоэль Ирони» он дебютировал в чемпионате Израиля. 26 августа в поединке против «Бней Сахнин» Мохамед забил свой первый гол за «Хапоэль». Летом 2018 года Камара перешёл в швейцарский «Янг Бойз», подписав контракт на 4 года. 25 августа в матче против «Ксамакса» он дебютировал в швейцарской Суперлиге. В поединке против «Базеля» Мохамед забил свой первый гол за «Янг Бойз». В 2019 году Камара помог клубу выиграть чемпионат.

## Международная карьера
В 2017 году в составе молодёжной сборной Гвинеи Камара принял участие в молодёжном Кубке африканских наций в Замбии. На турнире он сыграл в матчах против команд Сенегала, ЮАР, Замбии, Египта и Мали. В поединке против малийцев Мохамед забил гол.
В том же году в составе Камара принял участие в молодёжном чемпионате мира в Южной Корее. На турнире он сыграл в матчах против команд Южной Кореи, Англии и Аргентины.
24 марта 2018 года в товарищеском матче против сборной Мавритании Камара дебютировал за сборную Гвинеи. В 2022 году Али принял участие в Кубке Африки 2021 в Камеруне. На турнире он сыграл в матчах против команд Малави, Сенегала, Зимбабве и Гамбии.

## Достижения
«Янг Бойз»
- Победитель швейцарской Суперлиги (3) — 2018/19, 2019/20, 2020/21
- Обладатель Кубка Швейцарии (1) — 2019/20